# Severna Karolina
Severna Karolina (angleško North Carolina, [nórf karolájna]) je južna zvezna država ZDA, ki jo nekateri prištevajo tudi med srednjeatlantske države. Na jugu meji na Južno Karolino, na jugozahodu na Georgijo, na zahodu na Tennessee, na severu na Virginijo in na vzhodu na Atlantski ocean.